# Bistri
Bistri (en rus, Быстрый) és un possiólok del districte autònom de Txukotka, a Rússia. La vila fou abandonada després que s'aturessin les extraccions d'or el 2008.